# 佩季诺农村居民点
佩季诺农村居民点（俄语：Петинское сельское поселение）是俄罗斯联邦沃罗涅日州霍霍利斯基区所属的一个农村居民点。其下辖有个居民点，行政中心为佩季诺。据2016年统计，该农村居民点的人口为3800人。